# Ostbraunschweigisches Flachland
Das Ostbraunschweigische Flachland ist ein Naturraum in Niedersachsen und Sachsen-Anhalt, das sich von Westen zwischen Meinersen und Braunschweig bis nach Osten zwischen Calvörde und Haldensleben erstreckt. Das Gebiet bildet einen Übergang zwischen den Lößbörden des Ostbraunschweigischen Hügellands im Süden und der Geest-Landschaft des Norddeutschen Tieflandes.
Das Landesamt für Umweltschutz Sachsen-Anhalt hat im Jahr 2001 eine Gliederung des Landes Sachsen-Anhalt in „Landschaften“ publiziert und bezeichnet den zu Sachsen-Anhalt gehörenden Teil des Gebiets Ohre-Aller-Hügelland (LE 4.2). Das NLWKN ordnet seit 2018 den überwiegenden Teil des Naturraums zwischen Braunschweig und Wolfsburg dem niedersächsischen Ostbraunschweigischen Hügelland bzw. der Kulturlandschaft K32 zu.

## Lage
Im Westen wird das Gebiet durch die Oker zwischen Braunschweig und Meinersen und im Osten durch die Ohre bzw. den Mittellandkanal zwischen Haldensleben und Calvörde begrenzt. Die nördliche Begrenzung verläuft zwischen Meinersen und Wolfsburg entlang der Aller-Niederung, im weiteren Verlauf bis Calvörde wird Oebisfelde zum nördlich gelegenen Drömling gezählt, weiter östlich bildet die Ohre eine natürliche Grenze. Von Haldensleben nach Westen verläuft der südliche Rand nördlich von Erxleben zum Lappwald. Hier weichen die Darstellung des Bundesamts für Naturschutz (BfN) und die im Handbuch voneinander ab. Vom Lappwald verläuft das Gebiet etwa entlang der BAB 2, wobei Dorm und Rieseberg zum Ostbraunschweigischen Hügelland gezählt werden; ab Königslutter folgt die Begrenzung der Bundesstraße 1 bis Braunschweig. Dessen Stadtgebiet wird beim BfN als eigener Verdichtungsraum unter der Nr. 115 erfasst, die Stadt Braunschweig dagegen führt die Naturraumgrenzen im Stadtgebiet fort.
Die Entfernung von Meinersen nach Haldensleben beträgt etwa 72 Kilometer, die zwischen Wolfsburg und Königslutter etwa 18 Kilometer. Die Gesamtfläche laut BfN beträgt 1078 km².

## Naturräumliche Gliederung
Die naturräumliche Haupteinheit des Ostbraunschweigischen Flachlands ist Teil der Haupteinheitengruppe Weser-Aller-Flachland (Nummer 62, zweistellig) innerhalb des Norddeutschen Tieflandes (Großregion 1. Ordnung) und gliedert sich in die nachfolgend aufgelisteten Unternaturräume bzw. Teileinheiten auf:
- (zu 62 Weser-Aller-Flachland, D31)
  - 624 Ostbraunschweigisches Flachland[4][7]
  - 6241 Ostbraunschweigisches Flachland als westlicher Teil 
    - 624.0 Papenteich
      - 624.00 Leiferder Sandplatte
      - 624.01 Meiner Lehmplatte
      - 624.02 Essenroder Waldplatte

    - 624.1 Schunterwinkel
      - 624.10 Schuntertal
      - 624.11 Weddeler Hügelland
      - 624.12 Lehrer Wold (Wohld)

    - 624.2 Wolfsburger Hügel- und Plattenland
      - 624.20 Fallersleber Hügelland
      - 624.21 Hasenwinkel
      - 624.22 Twülpstedter Lehmplatte

    - 624.3 Lappwald

  - 6242 Flechtinger Waldhügelland für den östlichen Teil
    - 624.4 Flechtinger Platte (Flechtingen-Roßlauer Scholle)
      - 624.40 Behlsdorfer Waldplatte
      - 624.41Weferlinger Triasplatte
      - 624.42 Bördegrenzwald

    - 624.5 Oebisfelder-Calvörder Endmoränenplatten
      - 624.50 Bahrdorfer Platte
      - 624.51 Aller-Spetze-Niederung
      - 624.52 Rätzlinger Sandplatte
      - 624.53 Calvörder Hügelland, ein Bestandteil sind die Calvörder Berge

## Landschaft und Geologie
Das Gebiet wird dem Landschaftstyp 3.7, der „gehölz- bzw. waldreichen, ackergeprägten Kulturlandschaft“ zugeordnet.  Von den ausgedehnten und unter Schutz stehenden Waldflächen seien die Laubwälder zwischen Braunschweig und Wolfsburg und der Barnstorfer Wald genannt.  Die Gegend ist leicht gewellt mit Höhen im Lappwald bis zu 194 m und etwa 70 m in den Flussniederungen der Schunter und ihren Nebenflüssen. Vorherrschend ist die landwirtschaftliche Nutzung für Acker- und Grünflächen. Im Gegensatz zu den Lößbörden treten hier im Boden Ton, Mergel und Sandsteine auf, im Bereich der Essenroder Waldplatte gibt es umfangreiche Ölschiefervorkommen.

## Systematik in Niedersachsen
Das Land Niedersachsen hat 2018 eine eigene Nomenklatur für die Landschaftsgliederung entwickelt. Unter dem Namen Ostbraunschweigisches Hügelland werden zwei neu definierte Regionen bezeichnet: Zu den Kulturlandschaften in Niedersachsen wird unter der Ordnungsnummer K32 ein 1400 km² großes Gebiet gezählt, das sich im Nordosten bis Wolfsburg erstreckt. Als Naturraum 7.2 wird ein ähnlich zugeschnittenes Gebiet definiert, das sich lediglich marginal von dem der Kulturlandschaft unterscheidet. Neben dem originären Naturraum Ostbraunschweigisches Hügelland werden diesen Gebieten folgende niedersächsischen Anteile des Ostbraunschweigischen Flachlands zugeordnet: 624.02, 624.1 (alle), 624.2 (alle) und 624.3.